# 川中島站
川中島站（日语：／ Kawanakajima eki */?）是位於日本長野縣長野市川中島町，屬於東日本旅客鐵道（JR東日本）信越本線的鐵路車站。

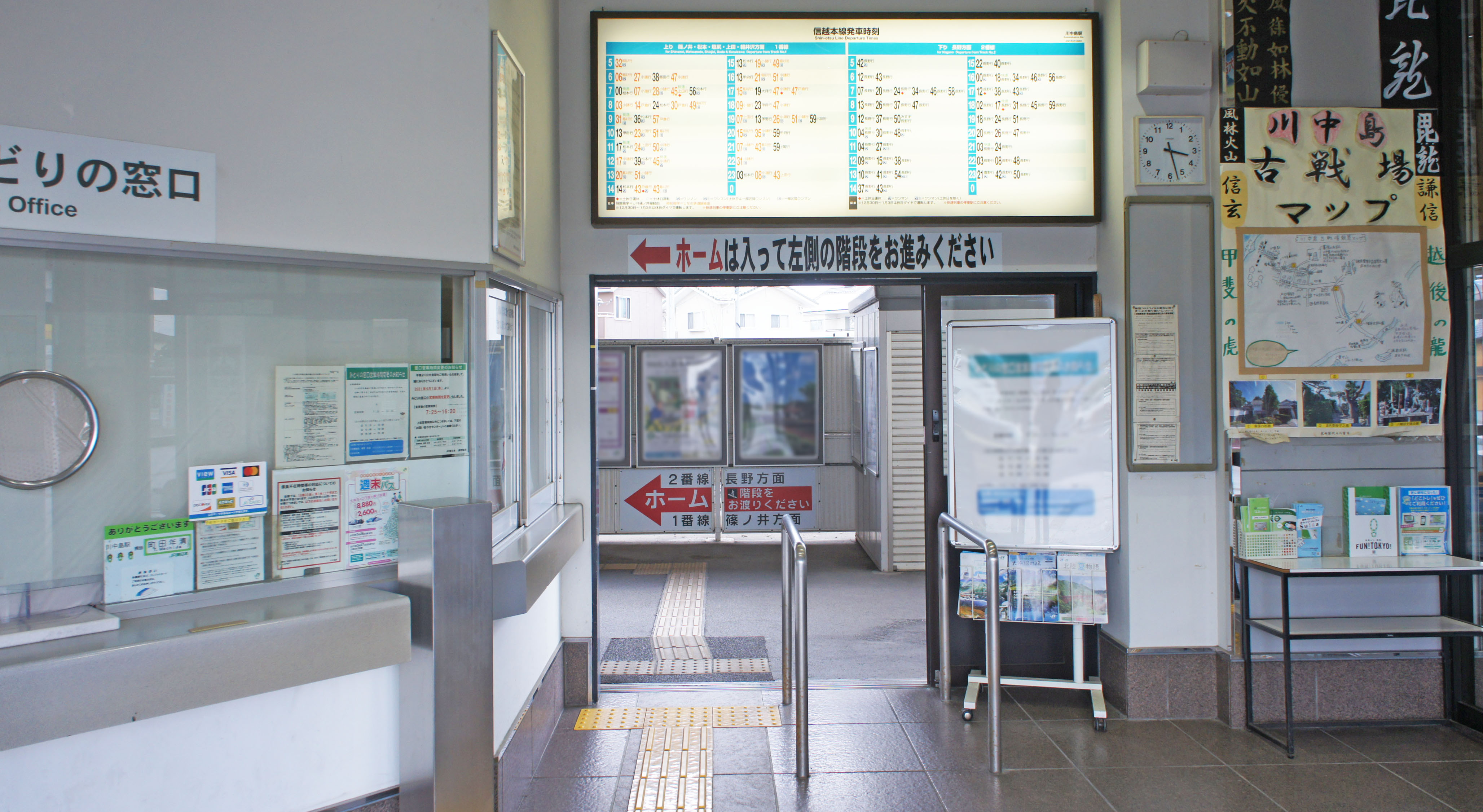
驗票口(2021年7月)

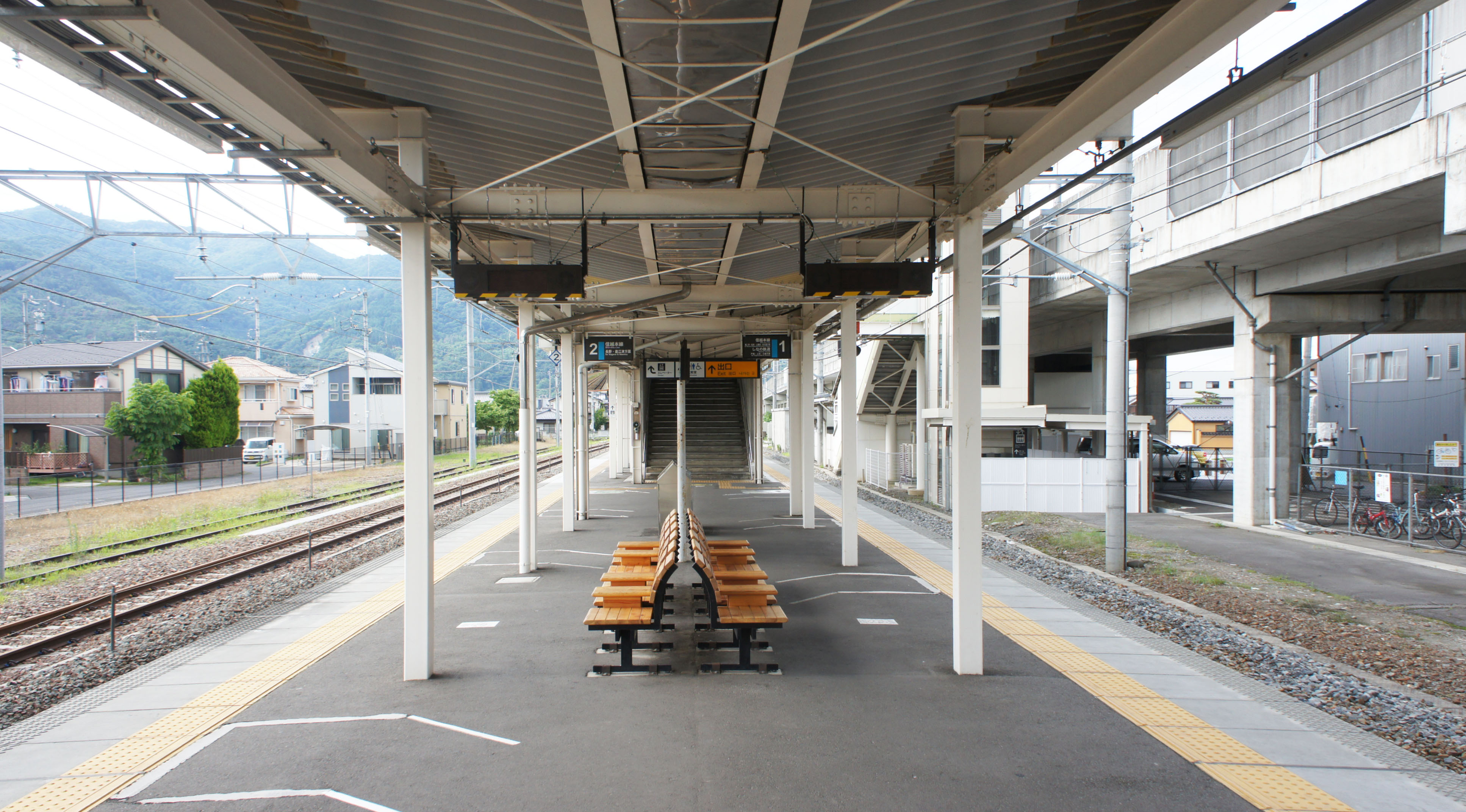
月台(2021年7月)

## 車站結構
本站為島式月台1面2線的地面車站。月台與站房間以跨線天橋連絡。北陸新幹線坐落於站房上方的高架橋。

### 月台配置
| 月台 | 路線                 | 方向 | 目的地                         |
| ---- | -------------------- | ---- | ------------------------------ |
| 1    | ■信越本線、■篠之井線 | 上行 | 篠之井、松本、鹽尻、上諏訪方向 |
| 1    | 直通■信濃鐵道線      | 上行 | 戶倉、上田、小諸方向           |
| 2    | ■信越本線            | 下行 | 長野方向                       |

## 車站周邊
- 西友川中島店

## 历史
- 1911年（明治44年）5月1日：篠之井線犀川信號所開業。
- 1917年（大正6年）7月20日：升格為川中島站。
- 1987年（昭和62年）4月1日：国铁分割民营化，成为东日本旅客铁道的一个车站。

## 相鄰車站
東日本旅客鐵道
■信越本線
□快速「信濃日出」「信濃日落」
通過
□快速（沒有愛稱列車，下行部分列車通過）
篠之井－川中島－長野
■普通（包括「水篶」）
今井－川中島－安茂里